# Водотривкі породи
Водотривкі́ поро́ди (водонепроникні породи) (рос. водоупорные породы, водонепроницаемые породы; англ. water resisting rocks; impermeable rocks; нім. wasserundurchlässige Gesteine n pl; wasserbeständige Gesteine n pl) — породи, що практично не пропускають через себе воду з поверхні або прилеглих водоносних порід при природних напірних градієнтах.

## Властивості
Водотривкі породи (глини, суцільні вапняки і масивно-кристалічні породи, глинисті сланці, кристалічні сланці та інш.) в геол. плані утворюють водотривку покрівлю або водотривке ложе. Екрануючі властивості водотривких порід знижуються при високих температурах і підвищеній мінералізації вод.

## При проведенні гірничих робіт
При проведенні гірничих робіт необхідно враховувати товщину, літологічний склад, тріщинуватість і властивості водостійких порід, а також їхнє положення щодо гірничих виробок. Наприклад, при деформації товщі водостійких гірських порід або при малій потужності (товщині) цієї товщі в межах покрівлі чи ґрунту виробки виникають раптові прориви вод або пливунів.

## Інтернет-ресурси
- All Water Resistant Rocks (Found 100+ Rocks) [Архівовано 8 грудня 2021 у Wayback Machine.]
- Water-resistant rocks / Mining Encyclopedia. [Архівовано 8 грудня 2021 у Wayback Machine.]